# Шемай
Шемай ( бенг. সেমাই ) є традиційним десертом у Бангладеш та Західній Бенгалії, Індія. Шемай є популярним продуктом під час свята Ід, але його можна споживати протягом року.  Шемай - це десертна страва з  вермішелі. Вермішель  замочується в солодкому молоці і часто посипається горіхами. 

## Інгредієнти
Основними інгредієнтами шемай є молоко, топлене масло, цукор, смажена вермішель, а також різноманітні горіхи та спеції.  Різновиди шемай можуть включаюти кхір, сухофрукти та джодду шемай. 

## Історія

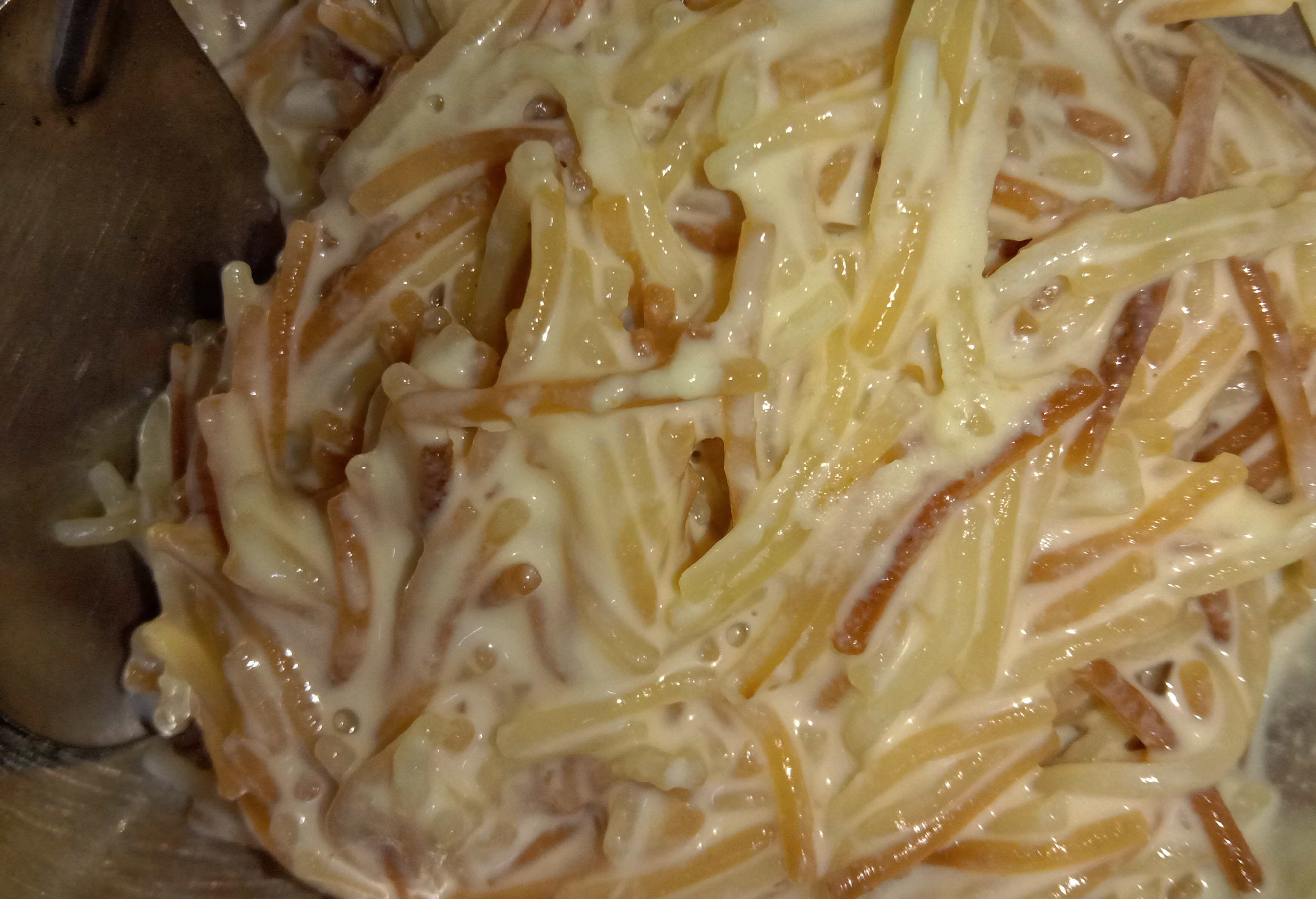
Крупним планом Shemai, традиційний десерт у Бенгалії

Шемай походить з Бенгалії.  Ice Today описав шемай як дальнього родича чистої хурми, афганського десерту, а також севіяну, пудингу, популярного в Північній Індії та Пакистані.  У деяких рецептах використовується сухе молоко та/або згущене молоко.  
Виникали деякі питання щодо гігієни харчових закладів, що виробляють шемай.   У червні 2016 року неякісний шемай, вироблений на неавторизованих виробництвах, заполонив ринок у Саїдпурі, Бангладеш .  Наступного року в Читтагоні був широко поширений фальсифікований шемай.  Під час пандемії COVID-19 у Бангладеш продажі упакованого шемаї впали. Ціни також зросли, оскільки багато заводів припинили виробництво через пандемію. 